# Victor Penzer
Victor Penzer (* 18. Juli 1919 in Kraków; † 29. Dezember 1999 in Boston; auch: Wiktor Penzer, Jósef Czarski) war ein polnischer Widerstandskämpfer, Häftling in Auschwitz und anderen Konzentrationslagern, später Arzt, Zahnarzt und Bürgerrechtler in den Vereinigten Staaten von Amerika.

## Leben

### Familie, Jugend und Studienbeginn in Polen
Wiktor Penzer wurde als zweites Kind in eine wohlhabende und weitläufige liberale jüdischen Kaufmannsfamilie geboren. Seine Mutter, Rosalia Feldblum, stammte aus Kraków, der Vater, Józef Pencier, aus Jasło, einer Kleinstadt am Rande der Karpaten. Der ursprüngliche französische Familienname „Pencier“ wurde 1931 in „Penzer“ geändert. Wiktor besuchte das vierte Staatsgymnasium Krakaus und legte am 22. Mai 1937 die Reifeprüfung ab. Ab dem Wintersemester 1937 studierte er an der Universität Krakau bis zum Beginn des Zweiten Weltkrieges vier Semester Medizin bis zur ärztlichen Vorprüfung im Sommer 1939.

### Fluchten, Verhaftungen und Lageraufenthalte im Zweiten Weltkrieg
Die Kriegsereignisse beendeten mit der Schließung der Universität das weitere Studium. Mit seinem Vater und seinem Bruder Edek, der vor dem Krieg in Palermo Medizin studiert hatte und bereits Arzt war, flüchtete er am 4. September 1939 nach Osten bis zur Demarkationslinie, zu der die Rote Armee bereits vorgedrungen war. Auf dem Rückzug Richtung Warschau wurden sie von russischen Soldaten verhaftet und nach Brest in ein Kriegsgefangenenlager verbracht. Sie konnten mit ihrem inzwischen erkrankten Vater entkommen und schlugen sich nach Lemberg durch. Victor versuchte, sein Studium in Lemberg fortzusetzen, wurde aber, wohl weil er Jude war, abgewiesen. Aus Sorge um die in Krakau zurückgebliebene Mutter, die den Nazi-Repressalien ausgesetzt war, versuchte Victor in den deutsch besetzten Teil Polens zurückzukehren. Weil sein Bruder Edek (Edward) eine Anstellung als Arzt in der Nähe der Demarkationslinie fand, begleitete er ihn nach Sokal am Bug, dem Grenzfluss. Nach dem Durchschwimmen des Grenzflusses geriet er am 31. Dezember 1939 in deutsche Hände, konnte fliehen und kehrte nach Krakau zurück.
Wegen des vorherrschenden Antisemitismus nahm er zuerst den Namen eines gefallenen Klassenkameraden, Marek Winiarski, an, dann den „arischen“ Namen Józef Czarski, mit dem er sich im Widerstand engagierte. Das Geschäft des Vaters war zunächst geschlossen und dann in die Treuhand eines Deutschen übergeben worden. Er führte ein Doppelleben: Unter seinem richtigen Namen konnte er zunächst im Geschäft des Vaters weiterarbeiten, unter dem Namen Josef Czarski im Widerstand. 1941, nach Einrichtung des Ghettos, zog seine Mutter zu ihrer Schwiegermutter nach Jasło, um dem Ghetto zu entgehen, und in der Hoffnung, auf dem Lande sicher zu sein. Victor tauchte unter und wurde unter anderem Zeuge der Massenmorde der Nationalsozialisten. Seinen Berichten wurde kein Glauben geschenkt, nicht einmal von den jüdischen Gemeinden, die sie für Gräuelpropaganda hielten. Mit den Papieren von Polen, die zur Zwangsarbeit nach Deutschland geschickt werden sollten, aber untergetaucht waren, konnten Juden gerettet werden, indem sie als Fremdarbeiter nach Deutschland geschickt wurden.
Im Februar 1943 wurde Penzer verhaftet, versuchte, sich umzubringen, um nicht unter Folter zu verraten, konnte erst entkommen und wurde dann erneut verhaftet. Er wäre ermordet worden, wenn er nicht durch einen Klassenkameraden, der ihm riet, sich zu seiner jüdischen Identität zu bekennen, als Jude am 14. März 1943 in das Konzentrationslager Auschwitz deportiert worden wäre. Zusammen mit einem Transport des RSHA von etwa 2000 jüdischen Männern, Kindern und Frauen aus dem Krakauer Ghetto B vom 13. März 1943 wurde er der Selektion unterzogen; 484 Männer wurden ins Lager eingewiesen, 1492 Menschen wurden in den Gaskammern des Krematoriums II getötet. Er bekam die Häftlings-Nr. 108268. Nachdem er zunächst einem Arbeitskommando zugeteilt, ausgehungert, völlig erschöpft und an Fleckfieber erkrankt war, gelang es ihm im September 1943 als Schreiber in den Krankenbau zu gelangen, wo er unter einem Häftlingsarzt, dem polnischen Oberst Dr. Roman (Zenon) Zenkteller, der als „Judenfresser“ galt, und dem ihm wohlgesonnenen Dr. Naum Wortman im Block 31 Dienst tat und nur durch mehrere Zufälle überlebte. Sein Wirken und sein Verhalten im Lager wurde als einwandfrei beurteilt, er rettete Mitgefangene vor der Selektion und half, wo immer er konnte. Penzer überlebte den Todesmarsch bei der Räumung von Auschwitz und kam in das Konzentrationslager Mauthausen, wo er die Häftlings-Nr. 119164 bekam. Schließlich wurde er in die Nebenlager Kommando Wien-West (Saurerwerke), Ebensee und zuletzt Gunskirchen verbracht, wo er, nach einer Selbstattacke mit einer Axt in suizidaler Absicht, am Schädel verwundet und fast verhungert, am 5. Mai 1945 von der 71. Division, 5. Regiment der dritten amerikanischen Armee befreit wurde.

### Nach 1945: Beendung des Studiums, Heirat in Innsbruck, Promotion in München
Schwer krank fand er Aufnahme in der Frauenklinik von Wels, dann im Lager für jüdische „displaced persons“ in Ebensee. Er versuchte, so schnell wie möglich sein Studium wieder aufzunehmen, zunächst in Innsbruck. In der Nähe von Innsbruck war der „Wiesenhof“ bei Gnadenwald, ein ehemals in jüdischem Besitz befindliches Hotel, als Ausgangslager zur Einwanderung nach Israel eingerichtet. Dort lernte er seine spätere Frau, Stella Sławin, kennen. Sie heirateten am 31. Oktober 1946. Stella Sławin Penzer (9. September 1921 – 7. August 2018) kam ebenfalls aus Polen. Sie und ihr Zwillingsbruder Lazar (Lolek) wurden in Otwock von Ala Wajnstejn Sławin und Szaja Sławin geboren. Nach einer Ausbildung als Krankenpflegerin konnte sie aus dem Warschauer Ghetto fliehen und „arisiert“ als Sabina Gąsiorowska überleben. Die Eltern wurden von den Nazis getötet und am 19. August 1942 in einem Massengrab verscharrt, der Rest der Familie wurde im August 1942 im Vernichtungslager Treblinka ermordet. Der Zwillingsbruder Lolek war als Jude enttarnt und von einem Polizeispitzel erschossen worden.
1946 zogen Victor und Stella nach München, um Victors Bruder Elek näher zu sein, der Arzt im DP-Lager Föhrenwald bei Wolfratshausen war. Mit seiner Frau durch gefälschte Papiere als Geschwister „arisiert“, hatten sie den Krieg in Deutschland der Nähe von Berlin als polnische Fremdarbeiter überlebt. Sie wanderten in die USA aus, wo Elek unter dem Namen Edward Panzer (seltsamerweise hat er den Rechtschreibfehler nie korrigieren lassen) in New Jersey als Psychiater tätig war. 1957 wurde er Chefarzt der Psychiatrie an der Middlesex County Health Clinic. Bereits im Sommer 1948 konnte Penzer in München das zahnärztliche Staatsexamen ablegen. Er promovierte anschließend am hygienischen Institut unter Karl Kißkalt mit einer Arbeit „Bakteriologische Untersuchungen des Isarwassers bei München 1948“.

### Erste Berufstätigkeit in Ulm, Emigration und Leben in den USA
1949 kamen die Penzers nach Ulm, wo Victor eine erste Anstellung fand. Dann zogen sie über Augsburg und Bremerhaven nach Lockerung der Aufnahmebestimmungen als Flüchtlinge in die USA. Zunächst arbeitete Viktor im Mount Sinai Hospital (New York) als Operationspfleger, weil seine Abschlüsse nicht anerkannt wurden, und Stella als Säuglingsschwester am Beth Israel Hospital. Nachdem Victor eine Zulassung an die Tufts University Dental School in Boston erhalten hatte und sein Studium mit dem DMD-Titel abschließen konnte, ließ sich die Familie in der Bostoner Gegend nieder. Dort arbeitete er als Zahnarzt bis zu seinem Ruhestand 1986.

### Privates
Victor und Slavin Penzer hatten drei Kinder, die Zwillinge Martha Ala Penzer und Daniel Joseph Penzer und Rosita Eve Hopper.
Victor war ein begeisterter Tennisspieler und Präsident, später Ehrenmitglied, im Lakewood Tennis Club. Zudem war er Vegetarier: Leben und Leben lassen, war seine Devise.

## Wirken

### Tätigkeit als Zahnarzt und Arzt
Penzer arbeitete als Zahnarzt, bildete sich aber sowohl akademisch als auch unorthodox weiter: in der Pathologie am Walter Reed Army Medical Center, Washington, Public Health und Immunologie an der Harvard University, Cambridge (Massachusetts), Akupunktur am Center for Chinese Medicine, orale Myologie am Myofunctional Institute, Kieferorthopädie (IGD New York), Myotronics (Myotronics Institute, Seattle), Journalismus (Michigan State University), Jura (Boston University) und Bioelektronik (Elektroakupunktur, Bioelektronische Funktionsdiagnostik, Vega). Seit 1954 war er, oft provokativ, in Fachzeitschriften journalistisch aktiv. Außerdem war er engagiert in der Weiterbildung, sowohl in Tufts als auch an der Boston University und hielt in vielen Ländern Vorträge.

### Alternative Heilmethoden
Bereits als Kind war Penzer mit alternativen Heilmethoden in Kontakt gekommen, weil er mit seiner Familie im Prießnitzschen Sanatorium in Gräfenberg gewesen war. Erst später setzte er sich mit der ganzheitlichen Behandlung auseinander, die neben der Hydrotherapie Aspekte der Ernährung, Bewegung, Kunst und Musik, Entspannung und Psychotherapie umfasste. 1978 gründete er mit anderen engagierten Zahnärzten eine Organisation, die ein Forum für die Entwicklung und den Austausch gesundheitsfördernder Therapien bieten sollte, die über zahnärztliche Eingriffe hinausgehen sollte, die „Holistic Dental Association“.
Bevor Penzer in den Ruhestand ging, gab es den Versuch, ihm die Approbation zu entziehen, weil er gegen Amalgamfüllungen zu Felde gezogen war: Die Massachusetts Dental Association, die Anklage gegen Penzer erhoben hat, befürchtete, dass sie und die American Dental Association von Sammelklagen überzogen werden würden, wenn Amalgamfüllungen nachweislich Demenz und andere neurodegenerative Erkrankungen verursachen würden. Die Ärztin und Zahnärztin Esther (Tinka) Kerner (1906–2004), eine Kommilitonin von Victor an der Tufts Dental School, konnte Penzer überzeugen, dem Entzug der Approbation zuvorzukommen, indem er freiwillig seine Zulassung abgab und sich aus der Zahnmedizin zurückzog. Er arbeitet lediglich als Konsiliarius weiter, unter anderem an der Schmerzklinik von Ted Kaptchuk am Lemuel Shattuck Hospital in Boston. So berichtet Ted Kaptchuk über ihn: Victor Penzer war ein bemerkenswerter Mann und für mich ein wichtiger Mentor. Er hat oft mit mir über Auschwitz gesprochen. Meine Lieblingsgeschichte, die er mir erzählte, war, dass die Aufseher in Auschwitz ihm manchmal ein Aspirin-Tablette gaben. Er löste sie in einem Eimer Wasser auf und gab dies teelöffelchenweise an die Patienten aus. Er hat uns beigebracht, ein Heiler zu sein, dass man einem Kranken immer helfen kann. Als er in den Ruhestand ging, meldete er sich freiwillig in der von mir geleiteten Schmerzklinik und untersuchte Patienten auf Schmerzen im Kiefergelenk. Er hat sie nie wirklich behandelt, weil wir dazu nicht die richtige Ausrüstung hatten. Ich war der Direktor der Klinik. Die Patienten fragten mich immer wieder, ob sie nicht der alte Arzt wieder behandeln könne, weil er ihnen so gut geholfen habe. Sie dachten, dass Victors Untersuchung eine Behandlung war. Manchmal bat ich Victor einfach, noch einmal mit ihnen zu sprechen. Es war eine heilende Erfahrung, mit Victor zusammen zu sein.

### Politisches Engagement
Die Eheleute Penzer hatten aus ihren erlebten Schicksalen gelernt, für Gleichheit, Bürgerrechte, die Abrüstung von Kernwaffen, Minderheitenschutz, Umweltschutz, Frieden und Versöhnung zu kämpfen und wurden aktive Pazifisten und Bürgerrechtler. Als wegen der Aufhebung der Rassentrennung in US-amerikanischen Schulen in Teilen Virginias die öffentlichen Schulen einfach geschlossen und weiße Schüler in Privatschulen unterrichtet wurden, kam es zu einer Bildungsmisere, die das American Friends Service Committee (AFSC) veranlasste, Kinder zur Schulbildung an andere Orte zu verschicken. So stellt sich auch das Ehepaar Penzer als Gasteltern zur Verfügung. Sie nahmen den Schüler Moses Scott in ihr Heim auf und es heißt, dass sie aus ihrem Schlafzimmer in den Keller zogen, um ihm das beste Zimmer im Haus zu überlassen. Innerhalb eines Jahres entwickelte sich eine lebenslange Verbindung dieser Opfer sehr verschiedener Formen rassistischer Vorurteile. Victor Penzer wurde zum großen Vorbild für Scott. Sie nahmen an einer vom AFSC gesponserten Gruppenreise durch Osteuropa teil und besuchten während ihres Aufenthalts in Polen auch Auschwitz als extremstes Mahnmal der Konsequenz rassistischer Vorurteile. Moses Scott wurde später erfolgreich, absolvierte die Howard University und schloss seinen MBA an der Harvard Business School ab. Nach einer 30-jährigen Karriere bei IBM und AT&T, bei der er in den 80er Jahren Voicemail einführte, widmete er sich älteren Mitbürgern und eröffnete eine häusliche Pflegeeinrichtung „Right at Home“ in Essex County. Er hatte vier Kinder und ein Enkelkind und blieb in Kontakt mit der Familie Penzer, bis er am 8. März 2017 im Alter von 74 Jahren verstarb.

## Ehrenamtliche Tätigkeiten und Mitgliedschaften
- Herausgeber von „Stomatologia Holistica“,
- Mitherausgeber von „Health Consciousness“
- 1992 bis 1995 war Penzer Gründungsmitglied und Lehrer am California Institute for Human Science
- Dag Hammarskjöld „Pax Mundi“ Award

## Werke
- Bakteriologische Untersuchungen des Isarwassers bei München, Dissertation an der Universität München, München 1948.
- Dlaczego? Warum? Why? Józef Czarski (Pseudonym von Victor Penzer) Primrose Press, Boston 1999.
- Functional Medicine: The Origin and Treatment of Chronic Diseases Schimmel HW, Penzer V. Haug Verlag, Heidelberg 1997
- Medicine U.S.A, in the 1990s  Penzer V: in: Pixley, Charles (Ed.) Do no harm. 714x-defying a hopeless prognosis.